# Alce (Mitologia)
Alce (em grego Ἀλκή) era uma Daemon que personificava a força, a valentia e a coragem, e que acompanhava Ares, o deus olímpico da guerra, em suas batalhas. Companheira das Macas, as batalhas, sua Daemon oposta era Fuge, a fuga, o exílio e a covardia, poderia ser considerada filha de Éris, por si mesma, ou de Ares com Éris. Na Ilíada, ela foi retratada na Égide de Atena ao lado de Ioce, Éris e Fobos.